# Myioborus pariae
La candelita de Paria (Myioborus pariae) es una especie de ave paseriforme de la familia Parulidae endémica de Venezuela.

## Descripción
La candelita de Paria mide alrededor de 13 cm de largo. El plumaje de sus partes superiores es de color gris oscuro, salvo las plumas laterales de su cola que son blancas, y su píleo que es de color castaño rojizo con bordes negruzcos. Presenta el lorum y el anillo ocular de color amarillo intenso, como el plumaje de sus partes inferiores, excepto la parte inferior de su larga cola, donde se alojan las plumas blancas cuando están plegadas. Su pico es negruzco y puntiagudo.

## Distribución y hábitat
Se encuentra únicamente en la península de Paria, en el noreste de Venezuela, donde se encuentra en los bosques húmedos de los montes cercanos a la costa, entre los 700 y los 1150 metros de altitud. Está amenazada por la pérdida de hábitat.